# شعار سورينام
أعتمد شعار سورينام في 25 نوفمبر 1975. في العاصمة باراماريبو . وتتألف من رجلين من السكان الأصليين يحملان درعًا؛ سفينة تجارية على الماء تمثل الماضي الاستعماري لسورينام كمصدر للمحاصيل النقدية ومشاركتها الحالية في التجارة الدولية؛ يمثل النخيل الملكي كلا من الغابات المطيرة التي تغطي ثلثي البلاد ومشاركة الدولة في الأعمال التجارية الزراعية؛ يرمز النجم إلى القارات الخمس التي هاجر منها سكان سورينام. وتحتها الشعار جوستيتيا - بيتاس - فيدس (العدل، التقوى، الإخلاص).